# Artéria auricular profunda
A artéria auricular profunda é uma ramificação da primeira porção da artéria maxilar. Está envolvida no suprimento sanguíneo da Articulação temporomandibular (ATM) juntamente com a artéria timpânica anterior, também oriunda da 1 porção da artéria maxilar, e a artéria temporal superficial, ramo terminal da artéria carótida externa.